# پوپسکا (استان گابرووو)
پوپسکا (به بلغاری: Popska) یک منطقهٔ مسکونی در بلغارستان است که در سولیوو واقع شده‌است.